# Manneville-la-Raoult
Manneville-la-Raoult è un comune francese di 525 abitanti situato nel dipartimento dell'Eure nella regione della Normandia.

## Società

### Evoluzione demografica
Abitanti censiti